# 필리프 드골
필리프 앙리 그자비에 앙투안 드골(프랑스어: Philippe Henri Xavier Antoine de Gaulle, 1921년 12월 28일~2024년 3월 13일)은 프랑스의 해군 장성이자 상원의원이었다. 그는 프랑스 제5공화국의 초대 대통령인 샤를 드골과 그의 아내 이본의 장남이었다. 그는 드골의 마지막 살아있는 자녀였다.

## 생애
1921년 12월 28일 파리에서 프랑스 육군 장교인 샤를 드골의 장남으로 태어났다. 아버지와 같은 중학교(Collège Stanislas de Paris)를 다닌 뒤, 프랑스 해군에 입대하기로 결정하고 해군사관학교에 입학했다. 1940년, 제2차 세계대전이 발발한 후 프랑스 침공이 시작되었을 때, 필리프는 해군사관생도였다. 그는 비록 먼저 영국으로 망명한 아버지 드골 장군의 호소문을 듣지는 못했지만, 자력으로 나치에 점령된 프랑스를 탈출해 자유 프랑스 망명정부에 합류, 자유 프랑스 해군의 일원이 되었다. 2차대전 동안 필리프는 대서양 전투에 참전했다. 1943년에 소위가 되었고, 1944년의 노르망디 상륙작전 이후 자유 프랑스 해군 코만도 부대 소속 소대장으로 참전, 프랑스 해방전에 참가해 파리 해방 때도 참여했고, 이후 1945년까지 보주(Vosges)에서 싸웠다.
1948년에 대위로 진급하여, 1952년 제6함대에 배속되었다. 이후 1956년에 소령, 1961년에 중령이 되었으며, 진급 전인 1960년부터 호위함을 지휘하며 첫 함장 이력을 쌓았다. 진급 후에는 해군 항공대로 들어가 전투기 조종사 자격을 취득하고 1964년부터 1966년까지 파리 지구 해군 항공대장을 맡았다. 1967년에 대령으로 진급하였고, 1968년까지 유도탄 프리깃 쉬프랭 함의 함장을 지냈다. 1971년에 준장으로 진급하면서 제독이 되었고, 해상초계항공단을 지휘했다. 1975년에 소장, 1977년 대서양항공사령관 재직 중 중장으로 진급했다. 1980년, 대장으로 진급하여 해군 감찰감을 지낸 뒤 퇴역했다.
1986년부터 2004년까지 정치가로 활동했다. 처음에는 아버지의 영향으로 중도우파인 프랑스 공화국연합(Rassemblement pour la République, 약칭 RPR)에서 활동했고, 말년인 2002년에는 중도우파인 대중운동연합(Union pour un Mouvement Populaire, 약칭 UMP)에서 상원의원으로 활동했다. 하지만 변호사를 지낸 1948년생인 장남이 강경우파 정당인 FN에 입당할때 엄청나게 반대를 했다.